# Охоронець (фільм, 1961)
«Охоронець» (яп. 用心棒, ようじんぼう, йодзімбо) — фільм, знятий в 1961 році режисером Куросавою Акірою. На 1 березня 2024 року фільм займав 153-тю позицію у списку 250 кращих фільмів за версією IMDb.

## Сюжет
В містечко, в якому йде боротьба між двома бандами, приходить безіменний самурай. Він наймається спершу в одну банду, потім переходить в іншу, нацьковуючи їх одна на одну, а в кінці вбиває тих, хто вижив.
У фільмі вперше введено «воїна без імені» — хоч ім'я персонажа й наведене в титрах, у фільмі воно жодного разу не називається. Цю тему пізніше розроблено в італійських фільмах «За жменю доларів», «На декілька доларів більше», i «Хороший, поганий, злий».